# Office 39
Als Office 39 (auch Bureau 39, Room 39, Division 39 und Büro 39) wird eine geheime Einrichtung des Zentralkomitees (ZK) der Partei der Arbeit Koreas (PdAK) bezeichnet, die der Finanzierung des nordkoreanischen Regimes dient.
Indizien weisen darauf hin, dass sich die Organisation weltweiter krimineller Machenschaften bedient, um Devisen zu beschaffen. So soll das Office 39 in Falschgeldhandel, Zigarettenschmuggel, Drogenkriminalität und Versicherungsbetrug verwickelt sein. Ebenso betreibt es mutmaßlich über eine Tarnfirma die Restaurantkette Pyongyang.

## Geschichte
Das Office 39 wurde in den 1970er Jahren im Umfeld des ZK der PdAK als zentrale Schaltstelle gegründet, um sich mittels dubioser Devisengeschäfte eine unabhängige Machtbasis zu sichern. Die Leitung der Dienststelle liegt direkt in den Händen der Familie Kim.
Erste internationale Bekanntheit erlangte die Organisation mit der Produktion von hochwertig gefälschten 100-Dollar-Scheinen, den sogenannten Superdollars, in den späten 1980er und frühen 1990er Jahren. Ob das Office 39 tatsächlich für die gefälschten Dollarnoten verantwortlich ist, ist umstritten.

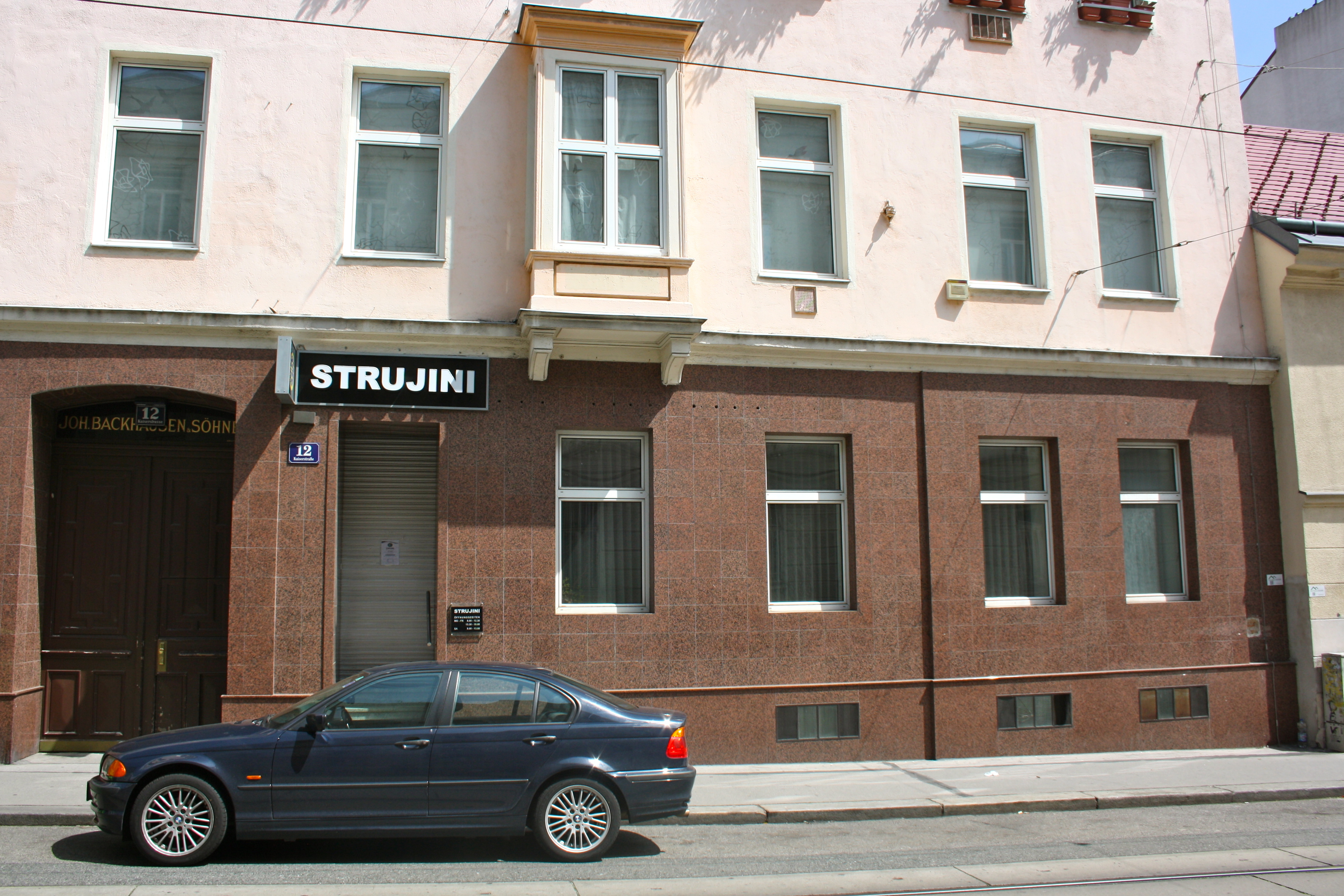
Die ehemaligen Geschäftsräume der Golden Star Bank in Wien (2017)

Im europäischen Raum war das Office 39 in die Aktivitäten der seit 1982 in Wien ansässigen einzigen nordkoreanischen Bank Europas, der Golden Star Bank, verwickelt. 2004 stellte die Bank ihre Geschäftstätigkeit ein, weil sie laut österreichischem Innenministerium unter Verdacht stand, in Geldwäsche und den Handel mit waffentauglichem Material verwickelt zu sein. Die USA hatten die österreichische Regierung bereits zuvor aufgefordert, die Bank zu schließen.
2009 wurde durch mehrere Gerichtsdokumente bekannt, dass die Geheimorganisation mit dem Betrügen westlicher Versicherungskonzerne durch vorgetäuschte Katastrophen in der Vergangenheit mehrere hundert Millionen Dollar erwirtschaftet hatte.

## Indizien für die kriminelle Verstrickung
Neben den Einschätzungen mehrerer Staatsregierungen und einigen Urteilen aus Gerichtsprozessen bezeugen sowohl nordkoreanische als auch ausländische Manager und Versicherungsunternehmen sowie nordkoreanische Flüchtlinge die kriminellen Aktivitäten des Office 39. So soll die Korea National Insurance Corporation Versicherungsbetrug gegen Rückversicherer begangen haben, um an Devisen zu kommen.